# Xenien
Xenien (griechisch), ursprünglich „Gastgeschenke“, nannte der römische Dichter Martial (1. Jahrhundert n. Chr.) das 13. Buch seiner Epigramme, die als Begleitverse zu Geschenken gedacht waren. Der Begriff geht auf den Architekten Vitruv zurück, der sich mit Sitten und Bräuchen zur Gestaltung von Privathäusern auseinandersetzte.
Etymologisch betrachtet liegt dem Begriff Xenie (Plural Xenien) das altgriechische ξένιον xénion „Gastgeschenk“ zu Grunde (Plural ξένια xénia), das selbst auf ξένος xénos „Fremdling, Gast, Gastfreund, Wirt“ zurückzuführen ist.

## DieXenienvon Goethe und Schiller
Johann Wolfgang von Goethe übernahm diesen Titel im ironischen Sinne für Distichen, die er gemeinsam mit Friedrich Schiller verfasst hatte. Die Xenien erschienen in Schillers Musenalmanach auf das Jahr 1797. Die Manuskriptabschrift mit insgesamt 676 Xenien ist noch heute erhalten.
Die Xenien sind ein äußerst polemischer Angriff auf die damalige Literaturzunft, den gesamten Literaturbetrieb und die spießbürgerlichen Zeitgenossen.
Die Xenien Goethes und Schillers sind allerdings nicht nur kritisch, sondern vielmehr literaturpolitisch motiviert. Auf die Angriffe gegen beispielsweise Friedrich Nicolai, Johann Kaspar Friedrich Manso, Christoph Martin Wieland oder die Brüder Friedrich Leopold und Christian zu Stolberg-Stolberg folgte nach der Veröffentlichung im Jahre 1797 ein wahrer Xenienkampf, der sich in meist anonym verfassten Gegen-Xenien äußerte. Weder Schiller noch Goethe wollten die Distichen als Ganzes in ihr Gesamtwerk aufnehmen, weil sie zu zeitgebunden waren. Allerdings übernahmen später beide Dichter einzelne Distichen, überarbeiteten sie oder gruppierten sie neu.
Mit der Dichtung der Xenien begannen Goethe und Schiller im Dezember 1795. In einem Brief an Schiller am zweiten Weihnachtsfeiertag unterbreitete Goethe hierzu seine Idee. Schiller antwortete drei Tage später hocherfreut: „Der Gedanke mit den Xenien ist prächtig und muß ausgeführt werden.“ In der Folge schickten sich beide unentwegt neue Xenien zu.
Die Xenien sind im antiken Versmaß des epigrammatischen Distichon verfasst, bestehen also aus einem Hexameter und einem Pentameter.

## Spätere Xenien
Karl Immermann wählte die Bezeichnung Xenien für seine in Epigrammform verfassten Polemiken gegen Schriftsteller seiner Zeit, Heinrich Heine veröffentlichte sie 1827 als Anhang zum zweiten Teil seiner Reisebilder. Adolf Glaßbrenner und Daniel Sanders kritisierten 1850 in den Xenien der Gegenwart das Verhalten von reaktionären und liberalen Akteuren in der 1848er Revolution, an der beide als linke Demokraten aktiv teilnahmen. Otto Lanz ließ sich im Goethejahr 1932 in seinem Xenien MCMXXXII von Goethe inspirieren.